# Cadran analemmatique du monastère de Brou
Le cadran analemmatique du monastère de Brou est situé sur le parvis de l'église Saint-Nicolas-de-Tolentin du monastère royal de Brou à Bourg-en-Bresse en France. Réalisé au début du XVIe siècle, il est souvent considéré comme le premier du genre. Le cadran se dégradant au XVIIIe siècle, l'astronome Joseph Jérôme Lefrançois de Lalande s'est alors investi dans sa rénovation,.

## Description
Il y a une méridienne en courbe en huit au centre d'une ellipse d'environ huit mètres sur dix mètres. Autour de l'ellipse, vingt-quatre cubes en pierre de taille représentent les heures.